# サイレントヒル (1999年のゲーム)
『サイレントヒル』(SILENT HILL)は、1999年3月4日にコナミデジタルエンタテインメントから発売されたPlayStation用ゲームソフト。

## 概要
ホラーアドベンチャーゲーム「サイレントヒルシリーズ」の第一作目。架空の観光地「サイレントヒル」を舞台に、3Dで構築された不気味な町や建造物を探索し、有限の弾薬や回復アイテムに気を配りつつ怪物と戦いながら調査を進めていく。
企画は外山圭一郎。『バイオハザード』の大ヒットによるホラーゲームブームに便乗して立ち上がったプロジェクトであり、当初はスティーブン・キングの小説をゲーム化する予定だったが頓挫し、オリジナルタイトルとして発売することになった。
音楽を担当した山岡晃はそれまでのゲーム・ミュージックに多大な不満を抱いており、既成のゲーム音楽を破壊するつもりで本作に臨んだ。外山の音楽趣味もそれを後押ししたという。また、開発チームは外山や山岡以外にも個性的な趣味を持っていたり社内でやってきた仕事に鬱屈を抱えていた人間が揃っており、その捌け口としてそれぞれの好みが上手くはまった結果が本作だと山岡は語っている。
2006年に公開された映画『サイレントヒル』は、本作を元にストーリーや登場人物、世界の設定などにアレンジが加えられている。
本作をリイマジネーションしたゲーム『サイレントヒル シャッタードメモリーズ』が2009年にアメリカで、2010年にヨーロッパと日本で発売された。
2025年6月、リメイク版『サイレントヒル2』を開発したBloober Teamによる本作のリメイクが発表された。

## ストーリー
ハリー・メイソンは休暇で、一人娘のシェリルと共に、さびれた田舎の観光地・サイレントヒルに向かって車を走らせていた。しかし、真夜中の山道で自車の前を横切る少女に驚き、運転を誤って車ごと崖下に転落してしまう。気がつくと、助手席に乗っていたはずのシェリルは行方不明になっていた。ハリーはシェリルを捜すため、サイレントヒルへと歩き始める。しかし町に人影はなく、路地には不気味な血痕が飛び散っていた。そして、ハリーは無数の異形の存在に襲われ、意識を失ってしまうのであった。
ハリーが意識を取り戻した場所は町のカフェで、横にはシビルという女性警官がいた。シビルはサイレントヒルの住人ではなく、訪れた町の異常な事態に困惑するひとりであった。ハリーは彼女にシェリルのことを訪ねるが、心当たりがないようであった。たった一人で娘を捜索しようとするハリーに彼女は護身用の銃を貸してくれる。
ハリーはシェリルを探してサイレントヒルを探索するが、街は濃い霧に包まれ異形の怪物が徘徊しており、やがて悪夢のような異世界と化していく。謎めいた言葉を語る女性ダリア、どこか不審な態度の医師カウフマン、異世界に迷い込んだ看護婦のリサ、そしてハリーの前に幻のように現れる少女と遭遇し、町を彷徨ううちにハリーは「土着の宗教による儀式」が街の変貌や、シェリルの失踪に関わっている事を知る。やがて、ダリアによりこの町で悪魔が目覚めかけていること、そしてシェリルを助け出すには悪魔を倒さなければならないと告げられる。少女の姿をした悪魔を。
遊園地で少女・アレッサを追い詰めたハリーはその超常的な力に跳ね飛ばされるが、彼が持っていた「フラウロス」の力によってアレッサは倒れる。しかし実はこの事態を仕組んだ黒幕はダリアであった。ダリアは実の娘にして超能力を持つ「聖女」であるアレッサに神を受胎させようと目論んでいたのだが、7年前にアレッサが魂の半分を逃したことで儀式は失敗する。その半身こそがシェリルであり、彼女はもう一人の自分であるアレッサに呼ばれてサイレントヒルに行きたがっていたのだ。そしてシェリルとの合一によって力を取り戻したアレッサは、母の野望を阻止するべく立ち回っていたのだが、それもダリアに利用されたハリーによって潰えてしまい、アレッサはダリアの手に落ちた。
真実を求めて地下を進むハリーはダリアと対峙するが、アレッサは光に包まれ、神の誕生の時が訪れる。ハリーは娘を救うため、神に戦いを挑んだ。その結末はエンディングを参照。

## ゲーム内容
プレイヤーの目的は主人公のハリーを操作してサイレントヒルの市街を探索し、彼の娘であるシェリルを見つけ出すことである。ただし、サイレントヒルの市街は常に濃い霧に覆われており、人間を襲撃するクリーチャーが徘徊していたり、ハリーの進行を阻む障害物が多数存在しているため、これらを突破しなければ目的を達成することはできない。
ゲームのグラフィックはフルポリゴンで描かれている。カメラアングルは3人称視点で、ハリーを見下ろす通常の視点(クウォータービュー)と、ハリーから見た視点(サーチビュー)の二つを使い分けるシステムが搭載されている。『バイオハザード』のような固定視点ではなく可動式の視点となっている。
基本システムは『バイオハザード』同様のアクションアドベンチャーだが、弾薬は少なめであり、鉄パイプなどの近接武器による戦闘の機会が多い。また、主人公は訓練を受けていない一般人であり、銃器の扱いは不慣れで近接攻撃時の動きもややぎこちない。一方、ダメージを受けて体力が減っても主人公の動きが鈍ることは無い。セーブも各所にあるメモ帳で無制限に可能。
多くのマップは暗く、手持ちの懐中電灯で照らしながら進まなければならない。しかし明かりを点ければ敵に気付かれやすくなる。主人公の所持するラジオは敵が近付くとノイズが鳴り、敵の探知機として活用するがそのノイズの不穏さはプレイヤーの恐怖心や焦燥感を煽る演出にもなっている。また、敵は倒してもマップを切り替えると復活する場合がある。
町は時折、霧に包まれた「表世界」から、「裏世界」と呼ばれるおぞましい異空間に姿を変えてしまうことがある。裏世界は表世界と似た構造ではあるが、血と錆、引き裂かれた死体、金網のような床や壁に覆われているなどグロテスクな異常性・残虐性に満ちている。プレイヤー（ハリー）はシェリルの捜索と平行して、この異常事態をもたらす原因を突き止め、解決する必要がある。
プレイヤーの行動によってシナリオが分岐し、隠しエンディングを含めて5つのエンディングが存在する。
難易度はイージー、ノーマル、ハードから選択可能だが、ゲームをクリアすると次周では難易度が強制的に一段階上昇する。これはシリーズでは今作のみ。

## 登場人物

### 主要人物
ハロルド・"ハリー"・メイソン（Harrold "Harry" Mason）
声 - マイケル・グイン
本作の主人公。32歳。職業はライター。なお「ハリー」は愛称。
妻を病気で亡くし、その事が彼の心に影を落としている。娘シェリルを唯一の心の拠り所にしている。不器用な性格で他人と接するとき、言葉の端々に無愛想な印象を与えてしまう。
シェリルと共に休暇を過ごす為にサイレントヒルへやってきたところで異変に巻き込まれ、失踪した娘を探してサイレントヒルを探索するうちにこの町とシェリルの関係性や過酷な真実と直面していく。
シェリル・メイソン（Cheryl Mason）
声 - サンドラ・ウェイン
幼くして母を亡くし、父ハリーと二人での生活を続ける素直な性格のごく普通の少女。7歳。ハリーに溺愛されている。
実は養子であり、7年前、ある町の路上でメイソン夫妻に拾われ、その後引き取られる。彼女を見つけ出すことが本作における最大の目的である。
正体はアレッサの魂の半分が顕在化した存在であり、自らの片割れであるアレッサの苦痛を感知してサイレントヒルへの訪問をハリーに提案した。ハリーと共にサイレントヒルに着いた直後、アレッサと再び1つの存在となり、以降は運命を共にする。
本作ではどのエンディングでも彼女を見つけ出すことは可能であるが、連れ戻すことは最後まで叶わない。
シビル・ベネット（Cybil Bennett）
声 - スーザン・パパ
サイレントヒルの隣町、ブラマに常勤する女性警官警官。28歳。本作のヒロイン的存在で、プレイノベル版の主人公の一人でもある。
職務に忠実で、町の異変の真相を探るべく単身行動する。突如連絡の途絶えた町の様子を窺うため、サイレントヒルに訪れたことをきっかけにハリーと出会い、共に町からの脱出を試みる。
物語の終盤、アレッサを止めるべく遊園地に先回りしようとするが、その道中で正体不明のクリーチャーに寄生され正気を失い、メリーゴーランドにてハリーに襲い掛かる。ストーリーの分岐次第では生還するものの、ストーリー上の続編である『3』ではハリーとの交戦の末に死亡するルートが公式とされている。生き延びた場合は最終局面にてダリアに立ち向かうも、力及ばず撃退されてしまう。どちらのルートでも、ハリーが神を倒した後は共に脱出した。
モンスター・シビル（Monster Cybil）
背中に謎のクリーチャーに寄生され、正気を失ったシビル。
眼が赤く染まり、背中は血で塗れ、ふらふらと機械的に歩く。
距離を取ると所持しているハンドガンで、近距離だと平手打ちや首締めなどの近接攻撃を仕掛けてくる。弾を撃ち尽くすか一定のダメージを受けると、銃を捨てて近接攻撃のみになる。
彼女を殺害するか、あるアイテムを使用して救出するかでエンディングが分岐するが、『3』は殺害するルートから繋がっている。
リサ・ガーランド（Lisa Garland）
声 - テッサリー・ラーナー
サイレントヒルの「アルケミラ病院」に勤務する看護婦。23歳。
場面ごとで性格に微妙な変化が見られ、分裂症のような印象を受ける人物。
裏世界の病院でハリーと出会い、彼に助けを求める。他の看護婦達が怪物と化した状況で彼女のみ人としての姿と正気を保っているが、彼女は裏世界の中にのみ現れ、病院外へ連れ出すことは出来ない。
実は全身火傷を負ったアレッサの看護を担当していた。本来なら死んでいるほどの火傷を負っているにも拘らず生き続けている彼女に怯えカウフマンに辞意を伝えるが、彼から口封じのために麻薬「PTV」を投与される。一度は病院から去る事ができたものの、麻薬の中毒症状により精神も肉体も病んでいき、再び病院へ戻ってしまう。そして異変の直前にカウフマンに殺害されてゴーストとなり、自分が死んでいることにも気づかないまま裏世界に迷い込む。彼女が裏世界にしか登場しなかったのはこのためである。
『3』でもとある場面に登場するほか、映画版にもリサとうかがえる人物が登場する。また、監督・脚本の外山圭一郎が後年手掛けた『SIREN』や『野狗子: Slitterhead』にも看護師に関連した「リサ（理沙）」という人物が登場している。
ダリア・ギレスピー（Dahlia Gillespie）
声 - リズ・マモルスキー
声と見た目は老婆のようである謎の女性。46歳。
教会で出会うことになる。その後もハリーの行く先々に現れては、謎の言葉を残して去っていく。土着の宗教を強く信仰しており、語り口調にも色濃く反映されている。
その正体はサイレントヒルの水面下で活動する「カルト教団（The Order）」の司祭であり、本作における一連の事件の発端となる黒幕。アレッサの実母でもあり、儀式や呪法を扱う魔女のような存在で、教団内での地位はかなり高い。その目的はアレッサに宿る神の復活であり、事情を知らないハリーを騙して利用しようとする。
最終的にはハリーの働きによってアレッサを捕らえることに成功し、神を復活させるが、復活した神に真っ先に殺されるという皮肉な結末を辿った。
マイケル・カウフマン（Dr. Michael Kaufmann）
声 - ジャリオン・モンロー
アルケミラ病院に勤める医師。50歳。
その落ち着いた物腰と風貌からは、良識のある人物にも見える。表面上は物静かで、落ち着いた雰囲気を醸し出しているが、本当は激昂しやすい性格。
異変には夜勤明けに巻き込まれている。ハリーに対し、事件に偶然巻き込まれた一般人であるように装っているが、実は街の異変に大きく関与している。
その正体はアルケミラ病院の院長。アレッサを病院に監禁することを条件にダリアら「教団」から麻薬「PTV」を授受し、観光客に売りさばいていた売人であり、さらには異変の直前にリサを殺害した犯人でもある。
条件を満たせば最終局面で神の復活を阻止するべく登場する。アレッサにアグラオフォティスを投げたが復活の阻止には至らなかった。しかし神を不完全な状態で早産させることに繋がり、この事が主人公が神に打ち勝つ要因になった。その場合、ハリーが神を倒した後は彼の後を追って脱出しようとしたが、リサに掴まれ闇へと引きずり込まれた。
アレッサ（Alessa）
声 - サンドラ・ウェイン
ハリーの行く先々に現れる謎の少女。14歳。黒髪の美少女で、事件の要となるキーパーソン。
シェリルを攫った張本人であり、本作のほぼ全編に渡りハリーの敵対者となる。ダリア曰く「少女の姿をした悪魔」で、瞬間移動したりバリアを張るなど、数々の超能力を持つ。その正体は胎内に神を宿した「聖女」と呼ばれる存在で、サイレントヒルで活動するカルト教団の司祭ダリアの娘としてこの世に生を受けた。
生まれつきの能力のせいで、小学校のクラスメートからは「魔女」と呼ばれて虐められ、狂信的な信仰心を持つ母親からは虐待を受ける日々を送っていたが、常識的な感性と優しさを失うことは無かった。ダリアに「聖女」としての素質を見いだされ、7年前に母親が行った儀式によって神に憑かれ、さらには儀式の際に発生した火災により致死レベルの大火傷を全身に負ってしまい、記録上は死亡したとされていた。
だが実際には胎内に宿る神によって無理矢理生かされており、アルケミラ病院の地下に監禁され、以後は7年間にも渡って母親から拷問を受けていた。それでもシェリルの幸せを壊したくないという思いで耐えていたが、遂には精神が限界に達し、シェリルに助けを求めてサイレントヒルに呼び寄せる。
物語の序盤、7年前に遠くへと逃がした自らの魂の半分、シェリルと融合したことで完全回復し、教団の呪縛から放たれる。その後は再び成長を始めた自らに宿る神を、自分ごと滅ぼすため、超能力を駆使して消滅の紋章である「メトラトンの印章」を町の各所に描いていた。最後の印章を遊園地に作り、神を自分や異世界ごと消そうとしたが、後一歩のところでダリアに騙されたハリーに阻止され、遂にダリアに捕らえられる。
カウフマンの登場の有無によって復活する神が違う。BADエンドルートでは神の母体「インキュベーター」と化してハリーと戦う羽目になり、倒された後はシェリルとしてハリーに「ありがとうパパ。さようなら」と告げて死亡。GOODエンドルートでは不完全な神「インキュバス」を早産し、瀕死となりながらも抵抗を続けてハリーの勝利に貢献するが、最後の力を振り絞って自らの生まれ変わりである赤子（後のヘザー）をハリーに託し、崩壊する世界の時間をせき止め、ハリーが元の世界に生還したことを見届けた後、静かに息絶えた。
なお、幼い頃から母を含む教団のメンバーの邪悪な野望を察知していたため、続編の『3』『4』に登場するクローディアやウォルターとは異なり、ダリアの娘であるにもかかわらず歪んだ価値観や思想を持たない「健気で心優しい性格の美少女」として描写されている。
アレッサ/インキュベーター（Alessa / Incubator）
BADエンドルートのラストボスで、アレッサを母体として覚醒した神。名前は「（未熟児の）保育器」の意。
肉体はアレッサのままだが彼女の持つ神に対するイメージが投影されており、白い衣を身に纏い光を放っている。
周囲にバリアを張っているため近づくことは出来ず、銃による攻撃しか通用しない。青色の雷をハリー目掛けて落としてくる。
誕生したばかりの未熟な状態であるため、通常の火器でも倒せる他、弾薬がない状態で一定時間が経過すると、アレッサの抵抗により自滅を遂げる。
メイソン夫人 / ジョディー・メイソン（Mrs.Mason / Jodie Mason）
ハリーの妻。4年前に亡くなっており、冒頭のムービーにのみ登場する。
病弱であり、子供を産める状態ではなかったらしい。『3』ではヘザー（シェリル）の彼女に対する思いが描かれている他、『サイレントヒル ゼロ』では彼女がシェリルの名付け親であることが判明する。
ちなみに、ゲーム本編では名前は不明であったが、ノベル版で明かされた。
赤ん坊（The Baby）
アレッサが死ぬ間際にハリーに託した、自らの生まれ変わりである赤子。
成長後は『サイレントヒル3』の主人公・ヘザーとなる。

### 名前のみ登場する人物
K.ゴードン（K. Gordon）
サイレントヒルのミッドウィッチ小学校の教師。
アレッサのクラスの担任であったことが『サイレントヒル3』にて明らかとなる。

## 登場クリーチャー
本作のクリーチャーは、アレッサの憎しみや恐怖の対象がアレッサに宿る神の力により具現化し生まれたものである。
なお、一般クリーチャーは一定のダメージを受けるとダウン状態に陥るが、その隙に近づいて攻撃ボタンを押せば止めを刺し、即死させることが可能。トドメは武器によって行う事もできるが、素手の状態でも踏みつけ攻撃によってトドメを刺せる。

### 一般クリーチャー
グローナー（Groaner）
犬型クリーチャー。体毛が一切無い。アレッサが嫌っていた大型犬のイメージが具現化したもの。
サイレントヒルの街中を徘徊し、大量に表れて俊敏な動きでハリーを翻弄しつつ飛び跳ねながら噛み付き攻撃を行ってくる。物音にも敏感で銃声にすぐに反応してくる。
名前は「唸る者」の意味。
エアスクリーマー（Air Screamer）
醜く捻じ曲げた鳥のような型のクリーチャー。グローナーと同様に体毛が一切無い、翼竜のような姿をしている。アレッサの愛読書であった『失われた世界』の挿絵の翼竜からのイメージが具現化したもの。
サイレントヒルの街中を低空で飛び回ることから序盤から出会う機会の多い敵。厄介な相手で、常に空を飛んでいるので近接武器での対処は困難。移動速度もハリーが走る速度よりも速い。空中から蹴りや嘴攻撃で襲い掛かってくるが、攻撃力は低め。
難易度によっては、大型の個体で他のエア・スクリーマーを召喚する「サモナー」が出現する。
名前は「空中の叫ぶ者」の意。
ロンパー（Romper）
顔に縦に裂けた口を持つ大きめの猿型クリーチャー。アレッサの大人への恐怖心がイメージとして具現化したもの。
サイレントヒルの街中を徘徊している。猿のような鳴き声を発する。口から触手のようなものが垂れており、飛び掛かって押し倒し、噛み付き攻撃してくる。
名前は「跳ね回る者」の意。
グレイチャイルド（Grey Child）
頭と顔が不自然に歪んで後ろに曲がっている、子供のような姿をしたヒビのある灰色肌のクリーチャー。北米版にのみ登場。
蛭のような口を持ち、啜り泣くような呻き声を上げながらゆっくりと近づき右手のナイフで斬りつけたりしがみついて攻撃してくる。
北米版以外でリリースする際に規制によって下記のマンブラーに差し替えられており、基本的な動作や攻撃方法、回復能力を持つ点も同じである。また、ラストダンジョンで登場するストーカーはこのクリーチャーをシルエット化したもの。
名前は「灰色の子供」もしくは「グレイ（宇宙人）の子供」のどちらか。
マンブラー（Mumbler）
小さい頭部が裂けた口で占められている小柄な人型クリーチャー。おとぎ話に出てくる小悪魔や去勢されていない小動物のイメージが具現化したもの。
小学校などに出現する。両腕の鋭い爪で切りつけてきたり、しがみついて攻撃してくる。小柄であるが攻撃力は高く、集団で出現することが多い。見かけによらずしぶとく、ダウンしても短時間で回復し、再び起き上がって襲い掛かる。
名前は「つぶやく人」や「もごもご（ぼそぼそ）話す者」の意。
クリーパー（Creeper）
ゴキブリにフナムシ、タガメを足したような虫型クリーチャー。アレッサが苦手な昆虫のイメージが具現化したもの。
屋内に出現する。足元を素早く動き回り噛み付き攻撃を行ってくる。クリーチャーの中では最も小さく、攻撃力、体力共に低いが、複数で出現することが多い。
名前は動き通りの「這い回る者」の意。
『2』にも登場する。
パペットナース（Puppet Nurse）
看護婦の背に蛭のようなクリーチャーが寄生し背中が盛り上がった風貌の人型クリーチャー。着衣が青色と緑色の個体が存在するが、後者の方が体力が高い。
見た目通りに病院などに出現する。前傾姿勢で徘徊し、手に持ったメスで襲い掛かってくる。攻撃力がやや高く複数で出現することが多い。
名前は「操り人形の看護婦」の意。
パペットドクター（Puppet Doctor）
医師の背に蛭のようなクリーチャーが寄生した人型クリーチャー。ナースよりは肩が盛り上がって見える。
パペット・ナース同様に病院で出現し同じ特性を持つが、パペット・ナースより攻撃力と体力が高い反面、動きは若干鈍い。個体数は非常に少ない。
名前は「操り人形の医師」の意。海外版では「Parasitized Doctor（寄生された医師）」となっている。
ブラッドサッカー（Bloodsucker）
吸血する触手型クリーチャー。ミミズや蛇に対する苦手意識が具現化したもの。
病院の一部の部屋に出現し、その場から動くことはない。
1体目はアイテムの付いた壁に生えており近付くと吸血攻撃で入手を妨害し、2体目は何もせずに部屋を出ようとするとハリーを引きずり込みゲームオーバーにしてしまう。
1体目は攻撃は命中するものの倒すことは出来ず、また2体目は攻撃も回避も不可能であるため、それぞれ血に関係する「あるアイテム」を使用して無力化する必要がある。
名前は「血を吸う者（吸血動物）」の意。
『3』にも酷似した、あるいは同一と思われるクリーチャーが登場する。
ハングドスクラッチャー（Hanged Scratcher）
蜥蜴のような姿をした爬虫類型クリーチャーで体格はどことなく人間らしい。昆虫標本からの複合的なイメージが具現化したもの。
下水道に出現し、天井や水中などから長い腕と鋭い爪で奇襲攻撃を仕掛けてくる。
名前は「ぶら下がって引っ掻く者」の意。
ワームヘッド（Wormhead）
アレッサの力でグローナーが変異したクリーチャー。グローナーの強化版で体色は黒みがかり頭部が蚯蚓のような細い触手の塊のようになっている。
裏世界のサイレントヒルを徘徊し非常に数が多い。攻撃方法などは変わらないが攻撃力や耐久力がグローナーより高い。
名前は「蠕虫のような頭」の意。
ナイトフラッター（Night Flutter）
鳥人のような姿で体色は黒みがかり頭部が触手の塊のようになっている、エアスクリーマーの強化版クリーチャー。
裏世界のサイレントヒルを低空で飛び回っている。エアスクリーマーより攻撃力や耐久力が高い。
エア・スクリーマー同様、難易度によっては別のナイト・フラッターを呼ぶこともある大型の個体が出現する。
名前は「闇に羽ばたく者」の意。
ラーバルストーカー（Larval Stalker）
小学校などに出現する子供の影のようなクリーチャー。子供がはしゃぐような鳴き声を発する。
他のクリーチャーと同様にラジオが反応するが、攻撃を仕掛けてくる事はなく、こちらからの攻撃も当たらない。
追いかけると逃げだしたり転んだりもするが、一定時間経つと消滅する。
「幼生のストーカー」の意。
ストーカー（Stalker）
ラストダンジョンで出現する影のクリーチャー。ラーバルストーカーがやや大きくなった形をしており、子供のような呻き声を発する。
ラーバルストーカーと違い攻撃を行ってくるが、こちらの攻撃も当たるので倒す事が可能。動作や攻撃方法はマンブラーと全く同じ。

### ボス
スプリットヘッド（Split Head）
巨大なサンショウウオのようなトカゲ型クリーチャー。小学校の童話に登場する大トカゲが具現化したもの。
動作は鈍く、当初は低威力の体当たり攻撃しか仕掛けてこないが、一定のダメージを受けると頭部を縦二つに割って巨大な口を現し、ハリーに噛みついて丸呑みにしようとする。なお飲み込まれると即死。
裏世界の小学校の地下で戦う最初のボスにしては極めて高い耐久力を持つが、口腔内を銃撃すれば通常の200倍ものダメージを与える事が可能で、難易度イージーならば口腔内にショットガンを二発撃ち込めば倒せる。
ただし、難易度が上がると耐久力が増して複数回の攻撃を強いられるうえ、噛みつかれるとハリーが即死するためリスクも大きくなっていく。
名前は「二つに裂けた頭」の意。
『3』にも酷似した、あるいは同一のクリーチャーが登場する。
ツインフィーラー（Twin feeler）
頭と尻側に角のようなものを持つ巨大な芋虫型クリーチャー。アレッサの部屋に飾られていた昆虫標本のイメージが具現化したもの。
裏世界のショッピングモールで戦うことになる。まずショッピングモール2階で小型の個体が死体に集っている光景を目撃し、ハリーがそれに近づくと床の金網が崩落。転落した1階で大型の個体と遭遇して戦闘になる。
砂地の地面を潜って移動し、ハリーの足元に出現して毒ガスや体当たりで奇襲攻撃を仕掛けてくる。
動きが素早い上に地中に潜るとハリーの攻撃が命中しないが、崩落した金網の上では潜れないのでこの性質を利用して戦う必要がある。
一定のダメージを与えると死んだように体を丸めるが、すぐに逃げ出すのでトドメは刺せず、後述のフロートスティンガーとして再戦する事になる。
名前は「二対の触角」の意。
フロートスティンガー（Float Stinger）
羽がトンボっぽい巨大な蛾型クリーチャーで、ツインフィーラーが成長し羽化した姿。
病院の向かいにある建物の屋上でハリーに襲い掛かる。空中を飛び回り、尻尾の毒針から毒液を一定範囲に撒き散らすか、毒針で直接攻撃してくる。
名前は「浮遊しながら刺す者」の意。
『ゼロ』ではこのクリーチャーの蛹と思しき小型の繭がアルケミラ病院向かいのビルに落ちている。
モンスター・シビル（Monster Cybil）
上記を参照。
アレッサ/インキュベーター（Incubator）
上記を参照。
インキュバス（Incubus）
GOODエンドルートのラストボス。アレッサの胎内にて彼女の苦痛を糧に成長を遂げた神。インキュベーターとして覚醒・誕生しかけるも、カウフマンが投げつけたアグラオフォティスによって強制的に分離・早産され、アレッサの背中を突き破って現れる。
外見はバフォメットに近く、山羊の頭、背骨が剥き出しの人型の身体、巨大な翼を持つ。これはアグラオフォティスの影響により、ダリアがイメージした妄想に近い神が投影されたから。
アグラオフォティスにより不完全な状態のままで早産されている上、アレッサ自身の抵抗もあり、通常兵器でも倒せるほどに弱体化している。
飛行しているため鈍器系の武器でダメージを与えることはできない。赤色の雷をハリー目掛けて落としてくる。
インキュベーターと同様、アレッサとシェリルが抵抗し続けているため弾薬がない状態で一定時間が経過すると自滅する。ただし、銃を持っていないのに弾薬のみ所持している場合は自滅する事はない。
名前は「夢魔」「淫魔」「悪夢」などを意味する。
なお、『4』に登場するジャスパー・ゲインはどこで手に入れたのか、なぜかこのインキュバスのイラストがプリントされたシャツを着ている。

## 武器
銃器系と打撃系に分けて説明する。

### 銃器系
いわゆる飛び道具で、射程や攻撃範囲が広く離れた位置から安全に攻撃可能な点が最大の強み。反面、隠し武器以外は弾薬を消費するため、弾切れには常に注意が必要となる。
ハンドガン
速射性はあるが、単発の威力は低い。構えながらの移動も可能なオートマチック拳銃。
構えると自動的に周囲の敵を捕捉するが、ハリーは銃の扱いに慣れていない一般市民である為、狙いを外してしまう事がある。
ショットガン
銃身が切り詰められたソードオフ・ショットガン。速射性は劣っているが、至近距離では絶大な威力を発揮する。
逆に標的から離れるほど威力が減少するが、拡散した散弾が複数の敵に命中する。構えながらの移動も可能。
狩猟用ライフル
単発の威力が高く、標的との距離が離れていても威力が落ちない強力なライフル銃。ただし速射性は低く、構えながらの移動はできない。
ハイパーブラスター
隠しアイテム「チャネリングストーン」を特定の場所で使用することによって発生するUFOエンディングの後、次回のプレイから出現する隠し武器。
元ネタはコナミが発売したPlayStation用の周辺機器。敵を捕捉するレーザーポインターが付いており、弾薬を消費しない為、無制限に発砲可能。
ゲームをクリアした際のリザルト得点によって、威力やレーザーポインターの色が変化する。攻撃判定が連続して発生する為、火力は総じて高い。
（ハンドガンを基準にして、赤色の威力は0.5倍。黄色は1.5倍。緑色は2倍〜5倍）
クリアするごとに難易度が自動的に上昇する本作では非常に便利であるが、使うとクリア後の評価が下がる。

### 打撃系
いわゆる近接武器で、キッチンナイフや鉄パイプ、災害対策用ハンマーなど、身近にある道具を武器として使用するものが多い。射程や攻撃範囲は銃器系に比べると圧倒的に狭いものの、弾薬を必要としないため何度でも使用可能な点が強みである。
調理用ナイフ
カフェに放置されていたキッチンナイフで、ハリーが最初に入手する打撃武器。
非常にリーチが短く、威力も低めであるが構えながらの移動が可能で、攻撃時のスキも少なめ。
鉄パイプ
路地裏に落ちていた長さ1メートルほどの鉄パイプ。威力は低いがリーチが長い。攻撃時はややスキが大きい。
ハンマー
災害救助などの非常時に使用される大型のハンマー。片方がつるはしのように尖っている。
威力は通常プレイで入手できる打撃武器の中ではもっとも高く、特に振り下ろし攻撃のダメージは狩猟用ライフルをも上回る。
だが攻撃時の隙は鉄パイプ以上に大きく、重量があるため構えたままの移動はできない。
斧
カルト教団の祭壇で手に入る、片手で扱える手斧。
威力はハンマーより劣るが鉄パイプに勝り、構えながらの移動が可能。
またスキが少なくリーチもそこそこ広めと、通常プレイで入手出来る武器の中でも総合的な使い勝手はかなり良い。
チェーンソー
一度ゲームをクリアすると出現する隠し武器。構えるとスイッチが入り、しばらく作動状態になる。
作動中は攻撃判定が発生しており、相手にぶつけることでもダメージを与えることができる。構えながらの移動も可能。ただし入手するにはガソリンが必要。
小型削岩機
"Good"エンディング以上でクリアすると出現する隠し武器。
こちらも構え状態でスイッチが入るが、移動はできない。威力もリーチもチェーンソーより劣る。やはり入手にはガソリンが必要。
日本刀
"Good"、"Bad"の両方のエンディングを発生させた後に出現。威力は全武器の中で最大であるが、ヒットする場所によって威力が違う。構えたままの移動は不可能。
ガソリン
一度ゲームをクリアすると出現する隠しアイテム。チェーンソー・小型削岩機を起動させる燃料。
これを所持していなければ、前述の武器は入手できない。しかも1つしかないので、どちらを使用するか考慮する必要がある。
また、これの入手時期が序盤の終わり頃になるため、武器を使用するためには必然的にある程度ゲームを進行させる必要がある。

### その他
ライト
ゲーム冒頭のカフェテリアで入手する懐中電灯。胸に装着するタイプのもので、点灯中でも支障なく武器の使用も可能。日没後や暗い建物の内部を移動する必需品となる。点灯すれば暗所を照らせるが、クリーチャーに気付かれやすくなる。
携帯ラジオ
ゲーム冒頭のカフェテリアで入手する。放送を聴くことは出来ないが、クリーチャーが接近すると特殊なノイズを発する為、探知機として利用できる。
チャネリングストーン
"Good+"エンディングでクリアすると出現する青い宝石。
特定の場所で使用するとUFOが出現するイベントが発生し、最終的にUFOエンディングが発生し、ラスボスと交戦することなくクリアとなる。

### 消費アイテム
栄養剤
体力を小程度回復する。
救急キット
体力を中程度回復する。
アンプル
体力を完全に回復する。

## キーアイテム
フラウロス
正三角錐の物体。教会でダリアの手から意味不明な言葉と共に、お守りと称してハリーに渡される。その実体は、アレッサの力を奪い動きを封じるための道具であった。『ゼロ』にも登場する。
アグラオフォティス
赤い液体。ある薬草から作られていて、魔除けの効果があるとされる。シビルの救出に必須のアイテムであり、これを事前に手に入れてシビル戦にて使用するかがエンディングの分岐の一つとなる。『3』にも登場する。
サマエルの印章
灯台や遊園地など街の数か所に存在する魔法陣のような赤い紋様。ダリアはハリーに対して「少女（アレッサ）が印章を完成させたとき、全てが滅びる」と語っていたが、実際に描かれていたのはサマエルではなくメトラトンの印章であり、アレッサはダリアの邪悪な野望を食い止めるために印章を描いていたのであった。
PTV
街を訪れた観光客の間で流行っていた麻薬。売買の取り締まりを強化しようとした市長に続き、麻薬捜査官までもが原因不明の心臓発作で死亡するという事件が過去に起こっている。劇中で入手する機会はない。

## エンディング
GOOD+
早産され、弱体化していた神はハリーの手で倒された。しかしアレッサ＝シェリルの命も尽きかけており、ハリーに赤子を託して息絶える。ハリーはシビルと共に異界を脱出。7年前と同じように柔らかな日差しの中で赤子を抱き抱え、シビルと共に微笑むのだった。
カウフマンのイベントをこなし、かつシビルが生存した場合のエンディング。このエンディングを迎えると、オープニングムービー冒頭の赤子を抱き抱えるシーンがラストシーンに変化する（ハリーの隣に立つ人物がジョディーからシビルに変わる）。
GOOD
死に際のアレッサに赤子を託され、ハリーはただ1人脱出する。元の世界に戻ったハリーは赤子を抱えたまま天を見上げた。
カウフマンのイベントをこなし、シビルが死亡した場合のエンディング。『サイレントヒル3』はこのエンディングの続きとなっている。
BAD+
神と一つとなったアレッサ＝シェリルを殺してしまい、絶望するハリー。シビルはそんな彼を奮い立たせる。
カウフマンのイベントをこなさず、シビルを生存させた場合のエンディング。このエンディングのみ固有のムービーが存在しない。
BAD
シェリルの死に絶望するハリー。次の瞬間、シーンが物語冒頭の事故直後に戻る。彼はサイレントヒルに辿り着く事も無く、車の運転席で息絶えていた。
カウフマンのイベントをこなさず、シビルも死亡した場合のエンディング。
UFO
何度かハリーに目撃されていた未確認飛行物体がとうとう彼の前に現れる。それは円盤型宇宙船であり、中から宇宙人が現れる。娘の居場所を尋ねてみるハリーであったが、有無を言わさず光線銃で気絶させられ、そのまま連れ去られてしまった。
チャネリングストーンを特定の場所で使用すると発生するイベントを全て見た場合の隠しエンディング。このエンディングは次回作『サイレントヒル2』のUFOエンディングへと続いている。

## 評価
世界で200万本以上を売り上げ、アメリカではPlayStation Greatest Hitsにランクイン 。ドイツではVerband der Unterhaltungssoftware Deutschland（ドイツ・エンターテイメントソフトウェア協会）にてゴールド認定を与えられた。これは、ドイツ、オーストリア、スイスで少なくとも10万本の販売があったことを意味する。
『バイオハザード』との類似点は指摘されつつも、同作とは異なった恐怖感や雰囲気を作り出している事実は賞賛され、2006年のGameTrailersのビデオ特集ではTop ten scariest games of all time（史上最も恐ろしいゲームトップ10）で1位にランクイン。 サバイバルホラーというジャンルを「B級映画のホラー要素から離れ、心理的なスタイルへと移行させた」とも評価されており、2012年にはタイム誌にて史上最高のビデオゲーム100選の1つに選ばれている。

## 補足
- マンブラーは元は肌色の体色を持ったデザインのクリーチャーであったが、子供の形をした存在を殺すことができるということが問題となり、CESA倫理委員会によって却下されたため、現在の形に修正された。ラーバル・ストーカーもこの制作過程で生じたものである。北米版では「グレイチャイルド」という容姿の違うクリーチャーが代わりに登場する。元々は日本版と欧・豪州版でもこちらが採用されるはずであったが、このクリーチャーに差し替えられた[30][信頼性要検証]。
- 本作をPS3でプレイする際、屋外で敵をハンドガンで撃つとエラー音が鳴るバグがあるが、打撃武器に切り換えてメニュー画面を抜けるとエラー音を止められる。また、SEを0にしてから敵をハンドガンで撃ち、その後、SEのボリュームを戻すと、屋外で敵を撃ってもエラー音が鳴らなくなる。